# Association des petites villes de France
 (avril 2015).
Si vous disposez d'ouvrages ou d'articles de référence ou si vous connaissez des sites web de qualité traitant du thème abordé ici, merci de compléter l'article en donnant les références utiles à sa vérifiabilité et en les liant à la section « Notes et références ».
L’Association des petites villes de France (APVF) fédère depuis 1989 les villes de 2 500 à 25 000 habitants, pour promouvoir leur rôle spécifique dans l’aménagement du territoire. Association pluraliste fondée puis présidée de 1989 à 2014 par Martin Malvy, ancien ministre, ancien président du conseil régional Midi-Pyrénées, elle compte près de 1 200 adhérents. Depuis le 10 avril 2018, elle est présidée par Christophe Bouillon, ancien député de Seine-Maritime et maire de Barentin, qui succède ainsi à Olivier Dussopt, président de juin 2014 à avril 2018.

## Activité
L'APVF défend le respect par l’État de l’autonomie et de la solidarité financières des collectivités locales. Elle mène une réflexion pour la modernisation des conditions d’exercice des mandats, et intervient pour le maintien de prestations de qualité satisfaisant les besoins de la population. Défense des petits hôpitaux, propositions pour maintenir et améliorer l'offre de soins (réduction des « déserts médicaux »), sauvegarde des tribunaux d’instance, des commissariats, des services fiscaux, l’APVF est en état d’alerte maximum face aux restructurations de toute sorte.
L'APVF est à l'initiative de la création en 2007 du réseau européen des petites villes qui regroupe aujourd’hui plus de dix associations représentant des maires de petites villes de huit pays membres de l'Union européenne.

## Fonctionnement

Ancien logo.

L’APVF est animée par un Conseil d'administration et un Bureau, représentant toutes les grandes tendances politiques. Ces instances se réunissent périodiquement pour prendre position sur toute question intéressant les petites villes. Elles définissent les grandes priorités d'action de l'APVF, mises en œuvre par une équipe interne. L'assemblée générale annuelle délibère sur le bilan d'activité et les comptes financiers de l'association. Enfin, les différentes commissions internes appuyées d'une expertise technique élaborent des positions sur les différents thèmes d'intervention des collectivités locales.
Le président est Christophe Bouillon. Son Président d'honneur est Martin Malvy, et son Président délégué Loïc Hervé, Sénateur de Haute-Savoie et conseiller municipal de Marnaz.
Son bureau complet est consultable sur le site de l'association.

## Petites villes et institutions européennes
Le Congrès des pouvoirs locaux et régionaux du Conseil de l'Europe est une assemblée politique paneuropéenne composée de 648 élus pour quatre ans – conseillers régionaux et municipaux, maires et présidents de région.
L'Association des petites villes de France est membre de la Confédération des petites villes de l'Union européenne, aussi appelée Confederation of Municipalities and Towns of Europe (CTME). La Confédération fut créée en 2011à l'initiative de Martin Malvy, ancien ministre et alors président de l'APVF. La Confédération regroupe cinq États membres, et représente plus de 25 000 communes et près de 130 millions de citoyens. Elle est actuellement présidée par Roberto Pella (it), député italien, et premier vice-président de l'ANCI. La Confédération œuvre au niveau européen pour un maintien des fonds structurels européens, ainsi que pour une définition claire et applicable des notions de "énergies propres" et "développement durable" afin que les municipalités puissent participer au Green New Deal, aussi appelé Pacte vert, présenté par Ursula von der Leyen, la présidente de la Commission européenne.

## Lobbying
L'APVF était inscrite comme représentant d'intérêts auprès de l'Assemblée nationale et déclarait  à ce titre qu'en 2015, les coûts annuels liés aux activités directes de représentation d'intérêts auprès du Parlement s'élevaient à 300 000 euros.
Selon l'APVF, « l’APVF défend la vision d’un aménagement concerté et équilibré des territoires, en menant un lobbying actif à toutes les échelles : auprès du Gouvernement, du Parlement, de la presse et des instances clés du monde local. ». L'APVF, qui n'est pas inscrite au registre de la Haute Autorité pour la transparence de la vie publique, est cependant connue pour des actions de lobbying en faveur des petites villes,,,.